# Шполянский район
Шполя́нский райо́н (укр. Шполянський район) — упразднённая административная единица на юге Черкасской области Украины. Административный центр — город Шпола.

## География
Площадь — 1105 км².

## История
4 января 1957 года к Шполянскому району был присоединён Мокро-Калигорский район, а 12 ноября 1959 года — части территорий упразднённых Златопольского и Ольшанского районов. 17 июля 2020 года в результате административно-территориальной реформы район вошёл в состав Звенигородского района.

## Демография
Население района составляет 41 тыс. человек (данные 2019 года), в том числе в городских поселениях проживают около 19 тыс. Всего насчитывается 37 населенных пунктов.

## Археология
К среднему палеолиту относится стоянка Маслово 5, 5а, 5б, 5в на реке Гнилой Толмач. Возможно наличие нижнепалеолитичеартефактов на Маслово 5в.